# In Through the Out Door
In Through the Out Door är det brittiska rockbandet Led Zeppelins sista studioalbum med nya originallåtar, utgivet 1979. Albumet är inspelat i Polar Studios, Abba:s studio, i Stockholm.
På detta album blandade Led Zeppelin in många andra musikstilar, då bland andra punk och new wave-vågen blivit populärare än hårdrocken. Albumet är starkt präglat av John Paul Jones, som tog över som ledare i studion då Jimmy Page vid den här tiden var heroinberoende och inte i bästa kreativa form. Även John Bonham var nedgången av sitt alkoholmissbruk. Eftersom Jones hade stark inflytande på albumet så präglas ljudbilden mer av keyboards än av gitarr-riff. Detta är dessutom det enda av gruppens album som innehåller originallåtar som inte Jimmy Page har varit med om att komponera.

## Omslaget
Omslagsbilden - ett fotografi från en bar, med en bartender och några bargäster - togs ur flera olika vinklar och det finns flera varianter på originalomslaget, enligt uppgift för att bandet inte förmådde välja mellan de olika fotografierna som alla blev lyckade. Albumen såldes förpackade i brunt omslagspapper så att köparna inte kunde veta vilken version av omslaget de fick. Om man blötte ner innerfodralet, medvetet eller inte, framträdde dessutom olika färger. Bildkollektivet Hipgnosis - som gjorde många berömda skivomslag på 70-talet, inklusive de flesta för Led Zeppelin - hävdade att det var det dyraste och mest påkostade skivomslag som någonsin gjorts. 

## Låtlista
Sida ett
1. "In the Evening" (Page, Plant, Jones) - 6:49
2. "South Bound Saurez" (Jones, Plant) - 4:12
3. "Fool in the Rain" (Page, Plant, Jones) - 6:12
4. "Hot Dog" (Page, Plant) - 3:17

Sida två
1. "Carouselambra" (Jones, Page, Plant) - 10:31
2. "All My Love" (Plant, Jones) - 5:53
3. "I'm Gonna Crawl" (Page, Plant, Jones) - 5:30

## Medverkande
- John Bonham - trummor
- John Paul Jones - bas, keyboards
- Jimmy Page - akustisk gitarr, elgitarr
- Robert Plant - sång

## Listplaceringar
| Lista (1979-1980) | Position            |
| ----------------- | ------------------- |
| Finland           | 10                  |
| Frankrike         | 7                   |
| Japan             | 2 (Oricon)          |
| Kanada            | 1 (RPM)             |
| Nederländerna     | 20                  |
| Norge             | 14 (VG-lista)       |
| Nya Zeeland       | 1                   |
| Storbritannien    | 1 (UK Albums Chart) |
| Sverige           | 17 (Topplistan)     |
| USA               | 1 (Billboard 200)   |
| Västtyskland      | 28                  |
| Österrike         | 20                  |